# Ghaur al-Asi
Ghaur al-Asi – miejscowość w Syrii, w muhafazie Hama. W 2004 roku liczyła 2033 mieszkańców.